# Schafhutungen um Kirnberg
Koordinaten: 49° 21′ 1″ N, 10° 13′ 44″ O
Das Naturschutzgebiet Schafhutungen um Kirnberg liegt im Naturpark Frankenhöhe auf dem Gebiet der Gemeinde Gebsattel im Landkreis Ansbach in Mittelfranken. Es ist das größte Naturschutzgebiet im Landkreis.
Das aus vier Teilflächen bestehende Gebiet in der Erosionsbucht des Tauber-Zuflusses Kirnberger Mühlbach am Westabfall der Frankenhöhe, in dem sich der 441 Meter hohe Wolfsberg erhebt, erstreckt sich nördlich und südöstlich von Kirnberg, einem Gemeindeteil von Gebsattel. Am südlichen Rand des Gebietes verläuft die St 2249, westlich fließt der Mühlbach-Oberlauf Pleikartshofer Bach und verläuft die A 7.

## Bedeutung
Das rund 47,5 ha große Gebiet ist seit dem Jahr 1993 unter der Kenn-Nummer NSG-00446.01 als Naturschutzgebiet ausgewiesen. Es handelt sich um ein Magerrasengebiet.